# Necromys lactens
Necromys lactens је врста глодара из породице хрчкова (лат. Cricetidae). 

## Распрострањење
Врста је присутна у Аргентини и Боливији.

## Станиште
Врста је присутна на планинском венцу Анда у Јужној Америци. 

## Угроженост
Ова врста је наведена као последња брига, јер има широко распрострањење и честа је врста.